# Operacija Opera
Operacija Opera (tudi operacija Babilon) je bila izraelska letalska operacija, ki je bila izvedena 7. junija 1981. Jurišna in lovska letala izraelskega vojnega letalstva so napadla iraški jedrski reaktor Osirak in ga uničila.

## Predhodno dogajanje
Potem ko je v Iraku prevzela oblast stranka Baas, so v tajnosti začeli razširjati obstoječi jedrski program z namenom vojaške uporabe. V ta namen so v 70. letih 20. stoletja kupili francoski jedrski reaktor Osirak in okoli 12,4 kg 93 % urana U-236.
Izraelska obveščevalna služba Mosad je leta 1978 obvestila izraelsko vlado glede možnega razvoja iraškega jedrskega orožja. Že naslednje leto (6. aprila 1979) je Mosad izvedel sabotažo med proizvodnjo jeder reaktorjev v francoskem mestu Toulon; sabotaža je v precejšni meri poškodovala jedri, a so ju Iračani vseeno prevzeli na lastno odgovornost, saj bi čakanje na novi jedri zavrlo program za nadaljnji dve leti.
Zato je izraelska vlada pod vodstvom Menahema Begina začela razmišljati o možnosti vojaške operacije, ki bi uničila jedrski reaktor, še preden bi ga pognali. Ker bi bila kopenska operacija pretvegana (uporaba specialnih sil) zaradi velike oddaljenosti (dobrih 1.000 km), so se odločili za letalski napad.

## Priprave
Priprave na operacijo so se začele že štiri leta pred načrtovanim napadom. Skupina najboljših izraelskih vojaških pilotov (iz eskadrilj Dvorepni skvadron, Prvi reaktivni skvadron in Vitezi Severnega skvadrona), ki je morala najprej opraviti vse potrebna varnostna, zdravstvena in ostala preverjanja, se je začela usposabljati za daljše polete, letenje na izredno nizkih višinah (da se izognejo radarski detekciji) in napade na kopenske cilje.
Enako pozornost so namenili tudi letalom, ki so jih uporabili. Za napad so izbrali 8 jurišnih letal F-16a in za njihovo zaščito pa 6 lovcev F-15. Vsako letalo F-16 je bilo opremljeno/oborožena z dvema 907 kg prostopadnima bombama Mk. 84, dvema raketama zrak-zrak AIM-9 Sidewinder, topom M61 VulcanA-1 kalibra 20 mm (500 nabojev), dvema 1.400 litrskima in enim 1.135 l odmetalnimi rezervoarji za gorivo.
Letalska skupina je bila razdeljena na nadaljnje skupine:
- Petel - par F-15, zaščita in elektronsko motenje;
- Patephone - par F-15, zaščita in nosilca radijske relejne postaje;
- Pakhman - par F-15, zaščita in izpostavljeni poveljniški center;
- Izmal - štirje F-16, prvi val napada in
- Eshkol - štirje F-16, drugi val napada.

Izbrani piloti:
- Prva skupina:
  - 1. Zeev Raz (poveljnik eskadrilje)
  - 2. Amos Yadlin
  - 3. Doobi Yaffe
  - 4. Hagai Katz
- Druga skupina:
  - 1. Amir Nahumi
  - 2. Iftach Spector
  - 3. Israel »Relik« Shafir
  - 4. Ilan Ramon

## Operacija
7. julija 1981 je izraelska vlada izdala ukaz za izvršitev operacije Opera.
Ob 16.00 so letala vzletela iz letalske baze Etzion in čez pet minut preletela Rdeče morje. Ker so kršila jordanski in savdski zračni prostor in da bi se izognila radarski detekciji, so letela le 30 m nad puščavo. Ko so ob 17.33 priletela v bližino jedrskega reaktorja, so se F-16 ločili in izvedli napad, ki je trajal 90 sekund. V tem času so vsa letala odvrgla prostopadne bombe, od katerih jih je 14 neposredno zadelo reaktor (dve sta zadeli bližnjo okolico reaktorja). Ker so imele bombe časovne sprožilce, so se zarile v samo poslopje in šele nato eksplodirale, kar je povečalo škodo. Ob 18.50 so se vsa letala vrnila v Izrael.
Kljub temu da je bil napad izveden med iraško-iransko vojno, iraška zračna obramba ni zaznala nobenih letal, dokler ni bilo prepozno. Tudi med vrnitvijo izraelskih letal ni bilo sposobno izvršiti nobenih akcij, da bi jih sestrelili.

## Posledice
Zaradi kršenja zračnega prostora treh držav (Jordanije, Savdske Arabije in Iraka) in napada na suvereno državo je izraelsko dejanje obsodilo večje število držav, a kakšne večje sankcije niso sledile. Operacija Opera je popolnoma zavrla iraški jedrski program in s tem dosegla svoj cilj.
Vsa letala, ki so sodelovala v operacija, so bila označena s posebnim znakom.